# Mauricio Molina
Pour les articles homonymes, voir Molina.
Cet article concerne le footballeur. Pour le coureur cycliste, voir Mauricio Molina (BMX).
Mauricio Molina, né le 30 avril 1980 à Medellín (Colombie), est un footballeur colombien, évoluant au poste de milieu offensif. Au cours de sa carrière, il évolue à Envigado, à l'Independiente Santa Fé, au CA Monarcas Morelia, à l'Al Ain Club, à San Lorenzo, au Club Olimpia, à l'Étoile rouge de Belgrade, à Santos et au Seongnam Ilhwa Chunma ainsi qu'en équipe de Colombie.
Molina marque un but lors de ses treize sélections avec l'équipe de Colombie depuis 2001. Il participe à la Copa América en 2001 et à la Gold Cup en 2003 avec la Colombie.

## Biographie
Il a remporté le Festival Espoirs de Toulon en 1999, la Copa América en 2001 et le Championnat de Colombie en 2002.

## Carrière
- 1998-2001 :  Envigado
- 2001-2002 :  Independiente Santa Fé
- 2002-2003 :  Independiente Medellín
- 2003-2004 :  CA Monarcas Morelia
- 2004 :  Al Ayn Club
- 2005 : Independiente Medellín
- 2006 :  San Lorenzo (prêt)
- 2007 :  Club Olimpia (prêt)
- 2007-février 2008 :  Étoile rouge de Belgrade
- Février 2008-2009 :  Santos
- 2009-janvier 2011 :  Seongnam Ilhwa Chunma
- Janvier 2011-janvier 2015 :  FC Séoul [1]
- Janvier 2015- :  Independiente Medellín

## Palmarès

### En équipe nationale
- 13 sélections et 1 but avec l'équipe de Colombie depuis 2001
- Vainqueur de la Copa América en 2001

### Avec l'Independiente Medellín
- Vainqueur du Championnat de Colombie en 2002 (Tournoi de clôture)

### Avec Seongnam Ilhwa Chunma
- Vainqueur de la Ligue des champions de l'AFC en 2010

### Avec le FC Seoul
- Vainqueur du Championnat de Corée du Sud en 2012
- Finaliste de la Ligue des champions de l'AFC en 2013